# 19990120
「19990120」（イチキューキューキューゼロイチニーゼロ）は、日本のロックバンドDIR EN GREYのメジャー33枚目のシングル。2024年1月17日にリリース。

## 概要
2023年11月6日、『TOUR23 PHALARIS FINAL -The scent of a peaceful death-』のFC限定ツアー初日公演であるCLUB CITTA’に於いて、翌年1月にリリースすることが告知された。
25年前のメジャーデビュー日がそのままタイトルになっており、同日リリースされたシングル3曲（「ゆらめき」「残-ZAN-」「アクロの丘」）を再録したものを収録。今までのシングルのカップリングやミニアルバム『THE UNRAVELING』のような再構築ではなく、当時の原曲を忠実に踏襲することを念頭に置いたリアレンジになっている。
『残-ZAN-』に関しては2009年に一度再構築されていることもあり、デビュー25周年の企画盤の意味合いがある今回の再録では、元来の6弦ギターのレギュラーチューニングで原曲の要素に一度再構築した要素を移植させたようなリアレンジになり、また最新形にバージョンアップした感覚だと薫は語っている。
歌詞カードに漢字の誤植があり、「アクロの丘」の「繋いでた」が「繁いでた」となっている（軗→敏）。
全曲のミキシングを担当したのは前作33rdシングル『朧』のカップリング曲「T.D.F.F.」を手掛けたトム・ロード＝アルジ。マスタリングは前作に引き続きブライアン・ガードナーが担当している。
ジャケットのアートワークになっている3体の女性の人形はMANB◉Wの日下正彦が手掛けている。また、ジャケット上のバンド名とタイトルは薫が書いたものとなっている。

## 記録
オリコン週間シングルチャート(2024年1月29日付)では、初週で12,830枚を売り上げ、2位を記録。2009年発売の「激しさと、この胸の中で絡み付いた灼熱の闇」以来となるトップ3入りを果たした。

## 収録曲

### Disk 1
1. ゆらめき
2. 残
3. アクロの丘

### Disk 2

#### 初回生産限定盤
PSYCHONNECT -mode of “GAUZE”?-　1999.07.30　mode:03　Mr.GAUZEMAN　尼崎ライブスクエア　-「a knot」only-
1. 蜜と唾
2. Schweinの椅子

- BEHIND THE SCENES OF 19990120

#### 完全生産限定盤【Blu-ray or DVD】
PSYCHONNECT -mode of “GAUZE”?-　1999.07.30　mode:03　Mr.GAUZEMAN　尼崎ライブスクエア　-「a knot」only-
1. GAUZE -mode of Adam-
2. 秒「」深
3. 蜜と唾
4. 業
5. 蒼い月
6. Schweinの椅子
7. 残-ZAN-

- BEHIND THE SCENES OF 19990120